# Vrana Konti

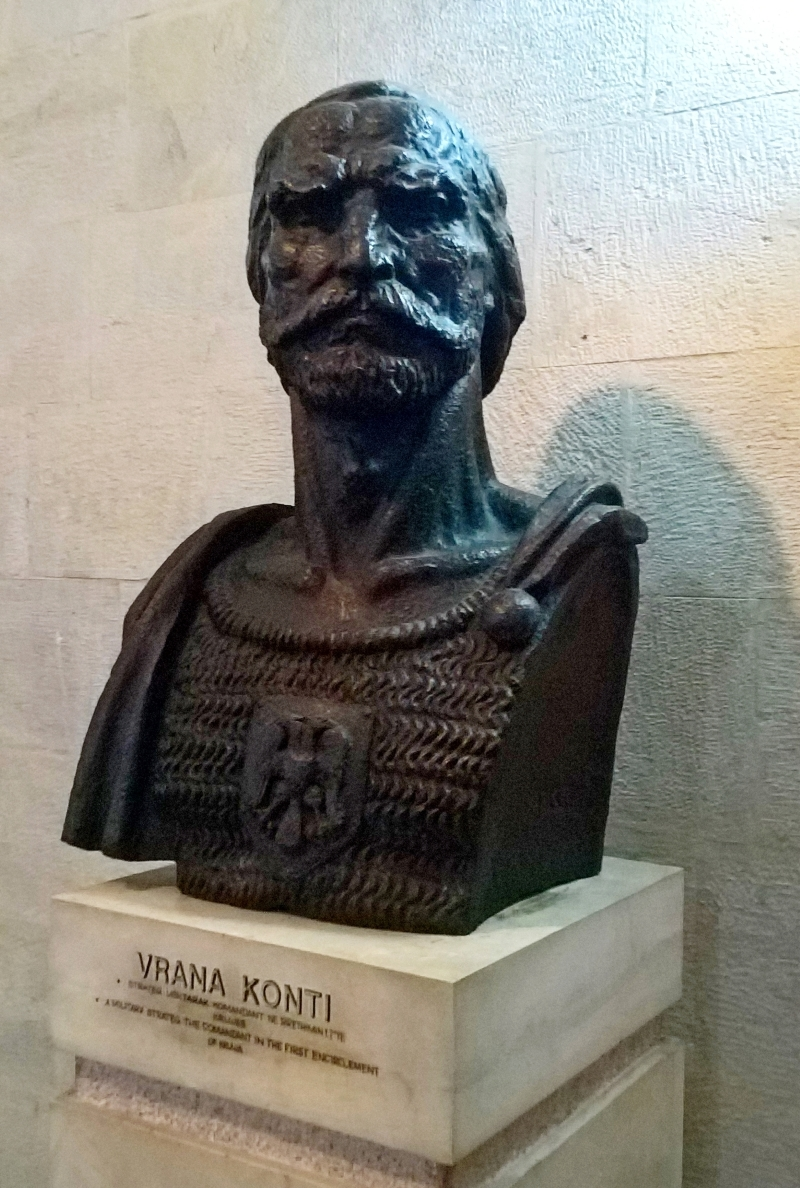
Vrana Konti

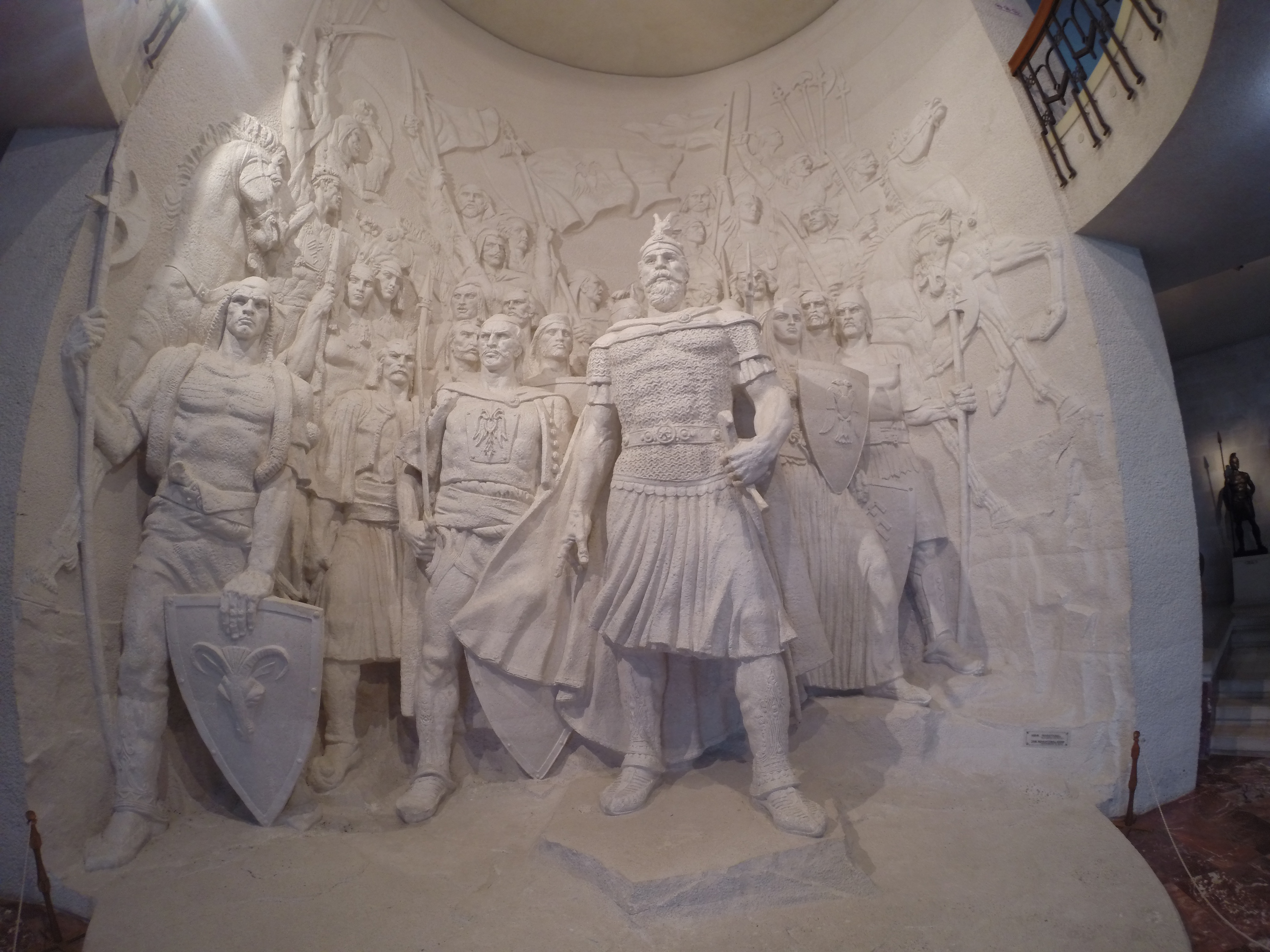
Die Liga von Lezha im Skanderbeg-Museum in Kruja

Vrana Konti (italienisch Vrana Conte, auch Brana Conte, conte d’Urana; * um 1389; † 1458) galt als einer der engsten Mitarbeiter, Berater und einer der besten Kommandanten von Georg Kastriota, genannt Skanderbeg. Er erhielt vom spanischen König von Neapel, Alfons I., den Titel „Conte“, was laut Fan Stilian Noli nichts anderes war als eine italienische Übersetzung des Höflichkeitstitels eines Stammesanführers, den er mit jedem Gebirgler von Rang teilte. Ab 1444 bis zu seinem Tod diente Vrana Skanderbeg treu und war an dessen Seite an den wichtigsten Schlachten gegen die Osmanen beteiligt. Am 29. Januar 1445 war Vrana als Gast an der Hochzeit von Skanderbegs jüngster Schwester Mamica (auch Mamitza, Mamizza) mit Karl Muzaka Thopia beteiligt. Vrana, der an mehreren Feldzügen in der Armee des aragonesischen Königs von Neapel, Alfons I., teilgenommen hatte, führte wohl Skanderbeg in Neapel ein.

## Leben

### Herkunft
Vranas wahre Identität steht nicht fest und es gibt keine zuverlässigen Informationen über seinen Nachnamen. Nach dem Serben Stefan Zanović gehörte „Vranakonta“ zum Familienclan Ćudu, der wiederum mit den Zanovići verwandt war. Einige Quellen nennen ihn „Simon Altisfieri“ (italienisiert: Altafoglia), einen Verwandten von Skanderbeg. Bei Fan Stilian Noli wird er „Vrana Altisferi“ genannt. Der albanische Historiker Marin Barleti erwähnt „Vranacontem […] / auß Epirus / vom fürnemen geschlecht / ein angenemen Mann / durch verdienst der Eltern und seiner eygen mannheit […]“ Vrana war der Stammvater der Grafen von Copertino und Galatone, der Herzöge von Ferrandina und der Markgrafen von Atripalda.

### Militärgeschichte

#### Vorgeschichte

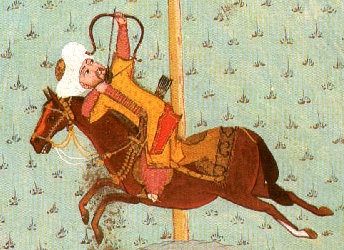
Murad II. als Bogenschütze, osmanische Miniatur von 1584

Georg Kastriota, der Sohn des albanischen Fürsten Gjon Kastrioti I., wurde als Kind als Geisel entgegen dem Versprechen des Sultans Murad II. am osmanischen Hof in Adrianopel beschnitten, zum Islam und zu einem fähigen Krieger (Janitscharen) erzogen. Georg, der die osmanischen militärischen Techniken kennenlernte, tat sich in einer Reihen von Schlachten in Anatolien hervor, so dass der Sultan ihn mit der Durchführung einer kleinen, aber schweren Kampagne betraute, in der er sich besonders auszeichnete und dafür den militärischen Ehrentitel „Bey“ erhielt, der übersetzt so viel wie „der Große“, „Magno“ bedeutet und der einem „Feldwebel“ entspricht.

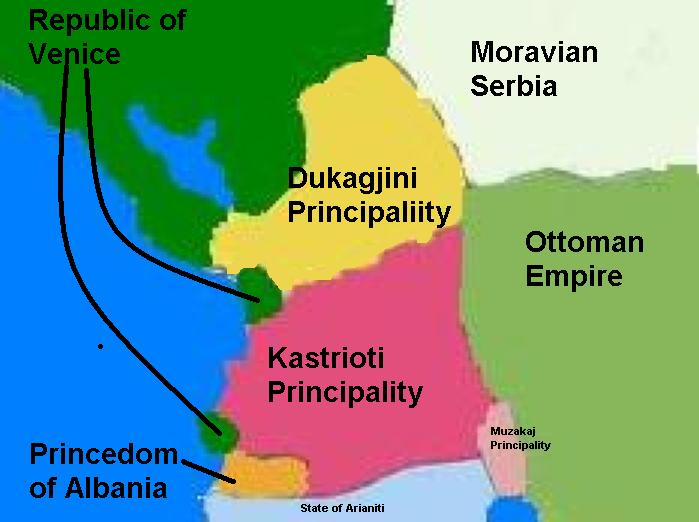
Fürstentum Kastrioti in seiner maximalen Extension

Als Georgs Vater Gjon am 2. Mai 1437 starb, wies Murad II. per Edikt das Fürstentum dem abtrünnigen Albaner Hasàn Bey Versdesa zu. Mit diesem Akt brach der Sultan den mit Gjon einstmals abgeschlossenen Pakt, dass einer seiner Söhne nach seinem Tod seine Erbe antreten sollte. Nach dem Tod von Georgs älteren Brüder Reposh und Konstandin im Jahr 1438 wurde er für seine Verdienste vom Sultan als Bey und Wali (Provinzgouverneur) von Misia, Skuria und Jonima (Hauptort Kruja) ins heimatliche Albanien gesandt.
Als im November 1443 die Ungarn in der Schlacht von Niš über die Osmanen siegten, entschloss Skanderbeg, die osmanische Armee, für die er bis zu jenem Zeitpunkt gekämpft hatte, mit den edelsten ihm unterstellten 300 albanischen Rittern, einschließlich seinem Neffen Hamza Kastrioti (lat.: Ameses Castriota; Sohn seines Bruders Reposh), zu verlassen, sich für die Sache der albanischen Unabhängigkeit einzusetzen und steuerte auf Albanien zu. Dort angekommen, fälschte er das Edikt des Sultans und erhielt von Hasàn Bey Versdesa, Pascha im Amt, kampflos die Übergabe der Festung von Kruja und das väterliche Fürstentum.
Nachdem Hamza und sein Onkel Georg sich zum Katholizismus bekehrten wurde Letzterer am 28. September 1443 in der Kathedrale von Kruja zum Fürsten von Albanien gekrönt.

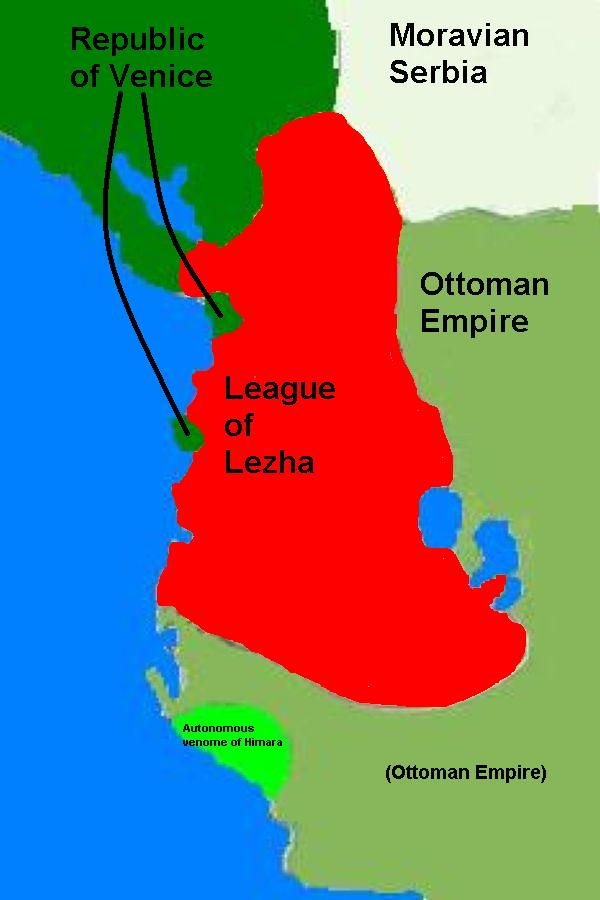
Liga von Lezha unter Skanderbeg (1444–1479)

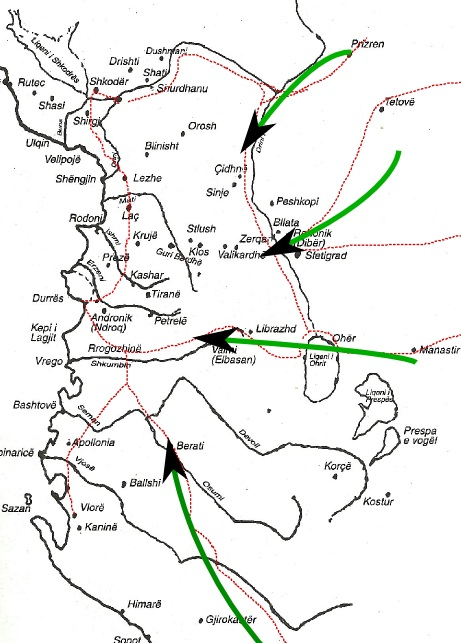
Die Hauptstraßen durch Albanien und die am häufigsten verwendeten osmanischen Invasionsrouten.

Skanderbeg übernahm das Kommando der Opposition gegen die Osmanen und suchte Verbündete, die es ihm ermöglichten, seine militärischen Ressourcen gegen die Eindringlinge zu konzentrieren. Er wandte sich an die Republik Venedig, die noch eine gewisse Kontrolle über die östliche Adria hatte, und an das 1442 von Alfons I. von Aragon eroberten Königreich Neapel.
Am 1. März 1444 versammelten sich albanische und montenegrinische Adelige auf Initiative des „Osmanenkämpfers“ Skanderbeg in der St.-Nikolaus-Kirche im damaligen zu Venedig gehörenden Alessio (Lezha). Es entstand eine militärpolitische anti-osmanische Allianz, die „Liga der Fürstentümer Albaniens“ (Lidhja e Principatave të Arbërisë). Zum Oberbefehlshaber der Liga wurde einstimmig Georg Kastriota gewählt. Zur Liga gehörten die Gebiete des Kosovo, Metohija, Novi Pazar, Dibër, Ohrid, Kanina und Arta. Unterdessen schickte Murad II., wütend über den Verrat seines Schützlings, ein 25.000 Mann starkes Heer unter der Leitung von Ali Pascha gegen Albanien.

#### Die Schlacht von Torvioll (29. Juni 1444)
Skanderbeg, der nur 15.000 Mann hatte, eilte dem anrückenden Feind nach Unter-Dibre entgegen, wo er in der Ebene von Torvioll (zwischen den heutigen Orten Librazhd und Pogradec) eine Schlacht plante. Nach der Taktik der Stratioten sollte der Feind mit einem Scheinangriff an den vorgesehenen Ort gelockt werden, wo sich ein Teil der Soldaten versteckt halten sollte und, wenn der Nahkampf inbrünstig sein würde, sollten diese von allen Seiten angreifen. Dementsprechend teilte er sein kleines Heer in drei Truppen auf, die dann ohne Kommunikationsverlust nacheinander in Aktion treten sollten. Die erste Abteilung mit 300 Reitern wurde von Mosè Thopia angeführt, dessen Vorhut in die Ober-Dibra geschickt wurde, den Weg, den die Osmanen benutzen würden. Er hatte die Anweisung, das Gebiet zu plündern, bei der ersten Begegnung zu scharmützeln, um sich dann zurückzuziehen und die Osmanen in das für die Schlacht gewählte Gebiet zu locken. Die zweite Einheit mit 5000 Reitern und 7000 Infanteristen unter dem Kommando von Skanderbeg und seinen Neffen Hamza (Sohn seines Bruders Reposh) und Angelus Musaki (Sohn seiner Schwester Angelina) sollten am Eingang der Lichtung warten. Die dritte Truppe, eine Reserveeinheit von Infanteristen, die von Marino Span und die Ritter vom Experten in Militärangelegenheiten Vrana angeführt wurden (insgesamt 2700 Soldaten), die versteckt im Hochland der Mokra (albanisch Mokër) am Ende die Schlacht entscheiden sollten.
Vor dem Abmarsch richtete sich Skanderbeg in einer lebhaften Rede an seine Männer und ermahnte sie seinen Mut zu imitieren und ihm so zu vertrauen, wie es die Osmanen taten, als er ihr Kommandant war. Nachdem er Anordnungen für ihre Bezahlung gegeben hatte und der Gottesdienst andächtig gefeiert worden war, begab er sich in die Unter-Dibre, wo er gegen Sonnenuntergang ungefähr 80 Meilen von Kruja entfernt, lagerte. Die Osmanen wurden am 29. Juni 1444 in der Schlacht von Torvioll vernichtend geschlagen.

#### Erste Belagerung von Kruja (1450)
Sultan Murad II. bot ihm eine große Menge an Geld und einen hohen Posten bei der osmanischen Regierung an, aber er lehnte dies ab. In der albanischen Kultur wird er meist als ein intelligenter und weiser Mann angesehen, der Skanderbeg beriet.
Der Geschichtswissenschaftler Halil İnalcık nimmt an, dass der bei der Eroberung von Konstantinopel 1453 bedeutende osmanische Großwesir Zaganos Pascha der Sohn von Vrana Konti sein könnte.

## Nachkommen
1. Vrana Konti[24] ⚭ ?

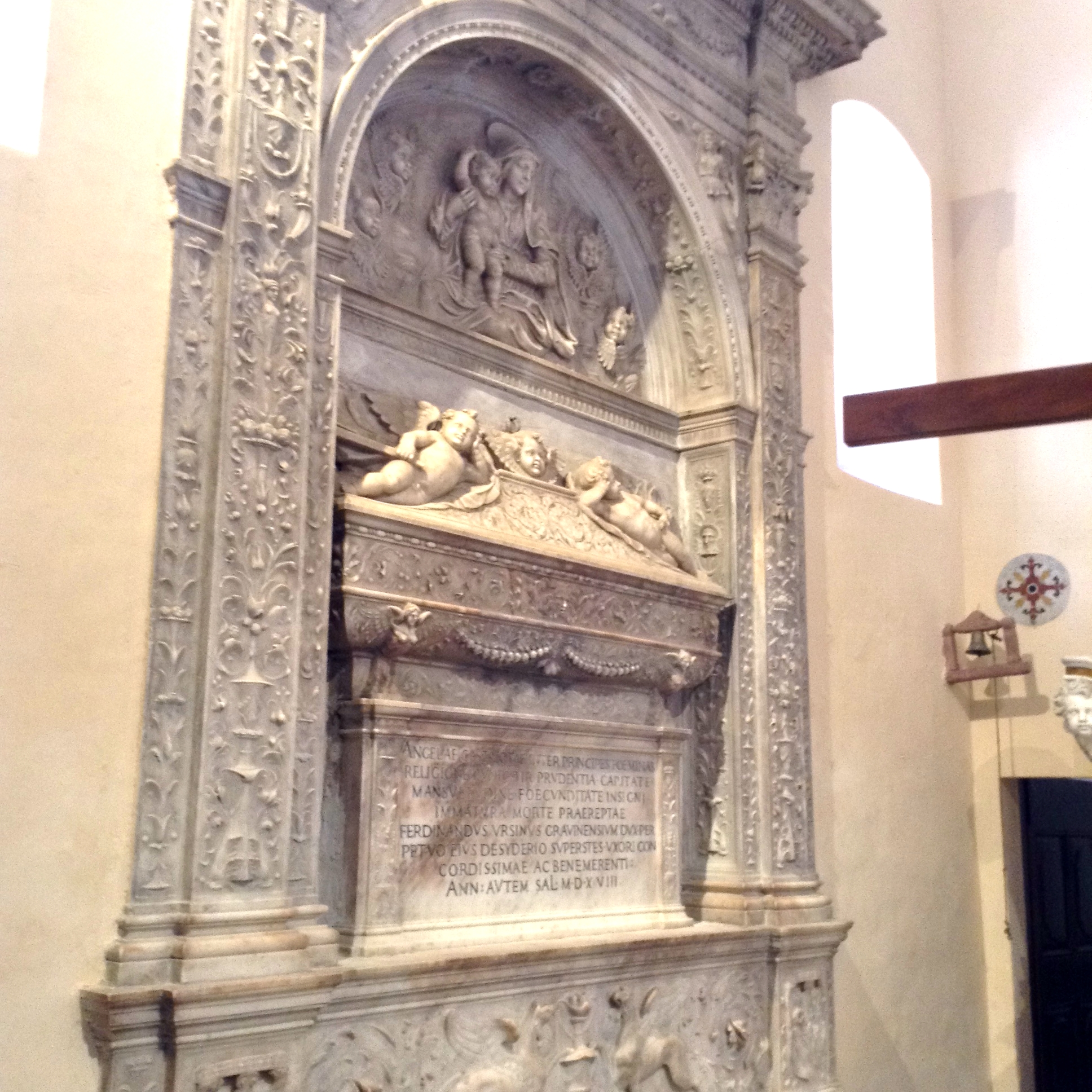
Mausoleum von Angela Branai (Granai) Castriota in der Chiesa Santa Sofia in Gravina in Puglia

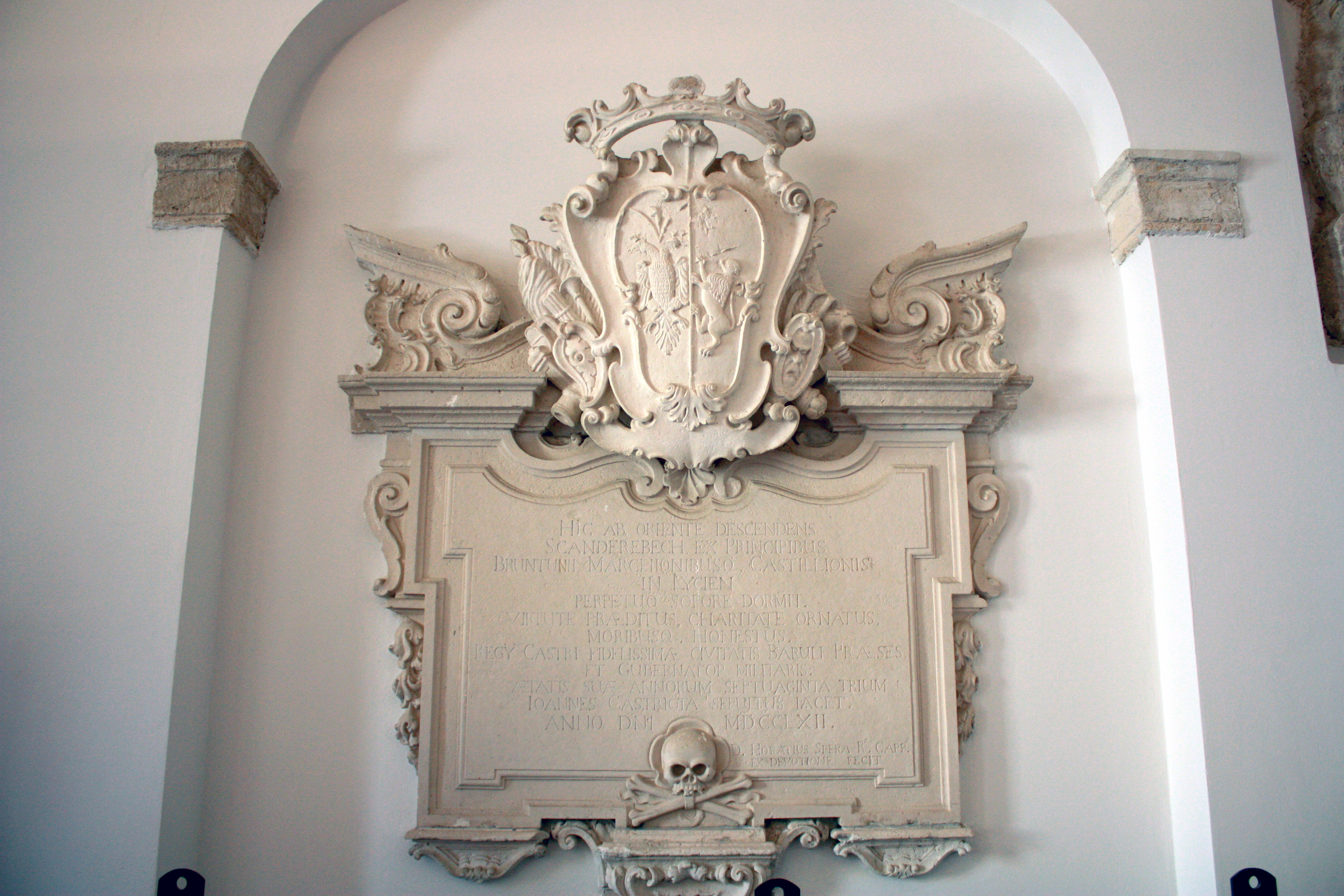
Grabstein von Giovanni Branai (Granai) Castriota (* 1689), Kastellan von Barletta

  1. Branai oder Brana (italienisiert Bernardo), ab 4. Februar 1497 1. Graf von Copertino und Galatone[25],  ab 4. April 1505 1. Herzog von Ferrandina[25][Anm. 6] ⚭ Maria Zardari (italienisiert Sagdara; Cousine von Skanderbegs Mutter[24]), Tochter von Paul Zardari und Theodora Muzaka[26]
    1. Giovanni († 2. August 1514 Mesagne), ab August 1508 2. Graf von Copertino und Galatone[Anm. 7] mit Urkunde des Königs von Neapel aus dem Jahr 1494; seit 1505 2. Herzog von Ferrandina[24] ⚭ 1. Giovanna Gaetani dell’Aquila d’Aragona († nach 1541), Tochter von Onorato, 1. Herzog von Traetta und von Lucrezia d’Aragona[27] ⚭ N.N.[28]
      1. Maria[29] († 1560), seit 1516 Gräfin von Copertino und Herzogin von Ferrandina, verkauft 1559 das Lehnsgut von Atripalda ⚭ Antonio Branai Castriota, ihr Cousin, Sohn von Alfonso[30][27]
      2. Angela († 1518) ⚭ Don Ferdinando Orsini († 6. Dezember 1549), 5. Herzog von Gravina in Puglia[27][31]
      3. Pirro[28] (* 1498 in Galatone, natürlicher Sohn), 1. Baron von Parabita, Tricase, Sopersano, Bosco, Belvedere, Giurdignano und Torricella, ab 25. Februar 1533 Gouverneur von Terra di Bari und Terra d’Otranto[25] und ab 1535 Baron von Parabita[32], wanderte 1530 mit den Kreuzrittern nach Malta aus ⚭ Lucia de Bruti, Tochter von Barnaba und Giovanna Capellichio[28]
        1. Giovanni Fabio († 21. April 1561), 2. Baron von Parabita, Tricase, Sopersano, Bosco, Belvedere, Giurdignano und Torricella[28][27] ⚭ Alfonsa Branai Castriota, seine Cousine, Tochter von Costantino und Helena Cuzkeri (siehe weiter unten)[28]
          1. Camilla ⚭ Giovanni Annibale Kastrioti, natürlicher Sohn von Ferdinando und N.N.[28]
          2. Giorgio († 22. August 1642; Sohn von Eleonora Macedonio) ⚭ Claudia Capece Piscicelli[27]
            1. Carlo (* 1586, † 16. August 1657) ⚭ Anna Maria Carafa (* 20. Februar 1628), Tochter von Antonio und Beatrice Pignatelli[27]
              1. Francesco (* 29. September 1648, † 3. August 1706) ⚭ Anna Maria Maremonti, Tochter von Antonio und Laura (Branai (Granai) Castriota)
                1. Giovanni (* 1689, † 1762 in Lecce; beerdigt in der Ex-Kapelle im Schloss von Barletta), 1750–1762 Kastellan von Barletta[27][33][34][Anm. 8]

        2. Alfonso[28][27]
        3. Gaspare (Mönch)[28][27]
        4. Vittoria[27]
        5. Livia[27]
        6. Ippolita[27]
        7. Antonia[27]

    2. Alfonso[24] († 1544), königlicher Berater des Königs von Neapel[35], Kapitän eines Kontingents von Stratioten,[36] ab 23. September 1512 Graf von Atripalda, ab 1513 1. Marchese von Atripalda[37] und Gouverneur der Provinzen Terra di Bari[38] und Terra d’Otranto[30] ⚭ 1518 Camilla Gonzaga, venezianische Patrizierin, Tochter von Gianfrancesco, Herr von Sabbioneta, venezianische Patrizier und Antonia del Balzo der Herzöge von Andria[27]
      1. Antonio († 1549, ermordet nach einem Fest in Venedig), 3. Herzog von Ferrandina, 3. Graf von Copertino und 1544 Marchese von Atripalda  (durch Heirat erhaltene Titel)[30] ⚭ Maria Castriota, seine Cousine, Tochter von Giovanni (siehe oben)[30]
      2. Giovanni († vor 1544) ⚭ Giovanna Branai Castriota, seine Cousine, Tochter von Ferdinando (siehe weiter unten)[27]
      3. Isabella ⚭ Francesco Acquaviva d’Aragona, 3° Herzog von Nardò, Sohn von Giambernardino und Gaetani dell’Acquila d’Aragona[27]
      4. Camilla ⚭ 1557 Ferdinando Caracciolo, 4. Herzog von Martina Franca, Marchese von Castellaneta,[39] Sohn von Petraccone und Beatrice Manriquez[40]
      5. Isabella († vor 1563) ⚭  Francesco Acquaviva d’Aragona († 1559)[41]
      6. Costantino (natürlicher Sohn mit Giulia de Gaeta; * 1516 in Neapel, † nach 1574),[24] Ritter des Johanniterordens (1561),[42] drei uneheliche Kinder mit Helena Cuzkeri, Tochter von Raimondo e Agnese[43]
        1. Alfonsa (* vor 1561)[28]
        2. Giovanna (* vor 1561)[28]
        3. Isabella (* vor 1561)[28]

    3. Ferdinando[29] (Ferrante; † 24. Februar 1525 in der Schlacht bei Pavia), Marchese von Città Sant’Angelo und Graf von Spoltore ⚭ Camilla di Capua, Tochter von Giulio Cesare, 3. Graf von Palena und von Ippolita di Gennaro, der Herren von Nicotera[27]
      1. Giovanna ⚭ 1. Giovanni (Sohn von Alfonso), 2. Alfonso Carafa, Sohn von Ferdinando II. und Anna Clarice Carafa, Tochter von Antonio und Ippolita Gonzaga[44]
      2. Ippolita († im Kloster della Sapienza als „suor Elena“) ⚭ Clemente de Lannoy, Sohn von Charles und Françoise de Montbel[27]

    4. Isabella († 1545 im Schloss von Mignano) ⚭ 1518 Guido Fieramosca  (* 1479, † 28. September 1531), 2. Graf von Mignano Monte Lungo.[45]
      1. Maria (* 15. Oktober 1510, † vor 1566)[46][45]

    5. Giovanna († nach 1518)[27]
    6. Camilla  (23.600 Dukaten Mitgift) ⚭ 1557 Ferdinando Giambattista Caracciolo (* Buccino 1530 † 13. April 1583), 4. Herzog von Martina, 4. Graf von Buccino, 4. Marchese von Castellaneta[47]

  2. Giovanni († 1480 im Otranto-Feldzug)[48]
  3. Stanisha ⚭ Despina, Tochter von Moisé von Dibra und Zanfina Muzaka, Tochter von Gjin II. Muzaka e Chiranna (Enkelin (oder Nichte) von Matarango von Gora)[48][49]
    1. Andronica ⚭? Corte (aus Pavia)[49]
    2. Maria ⚭ Carlo Minutolo[49]
      1. Tomaso[49]